# یمسه
یَمسَه (انگلیسی: Jämsä) یکی از شهرهای فنلاند است.

## نگارخانه

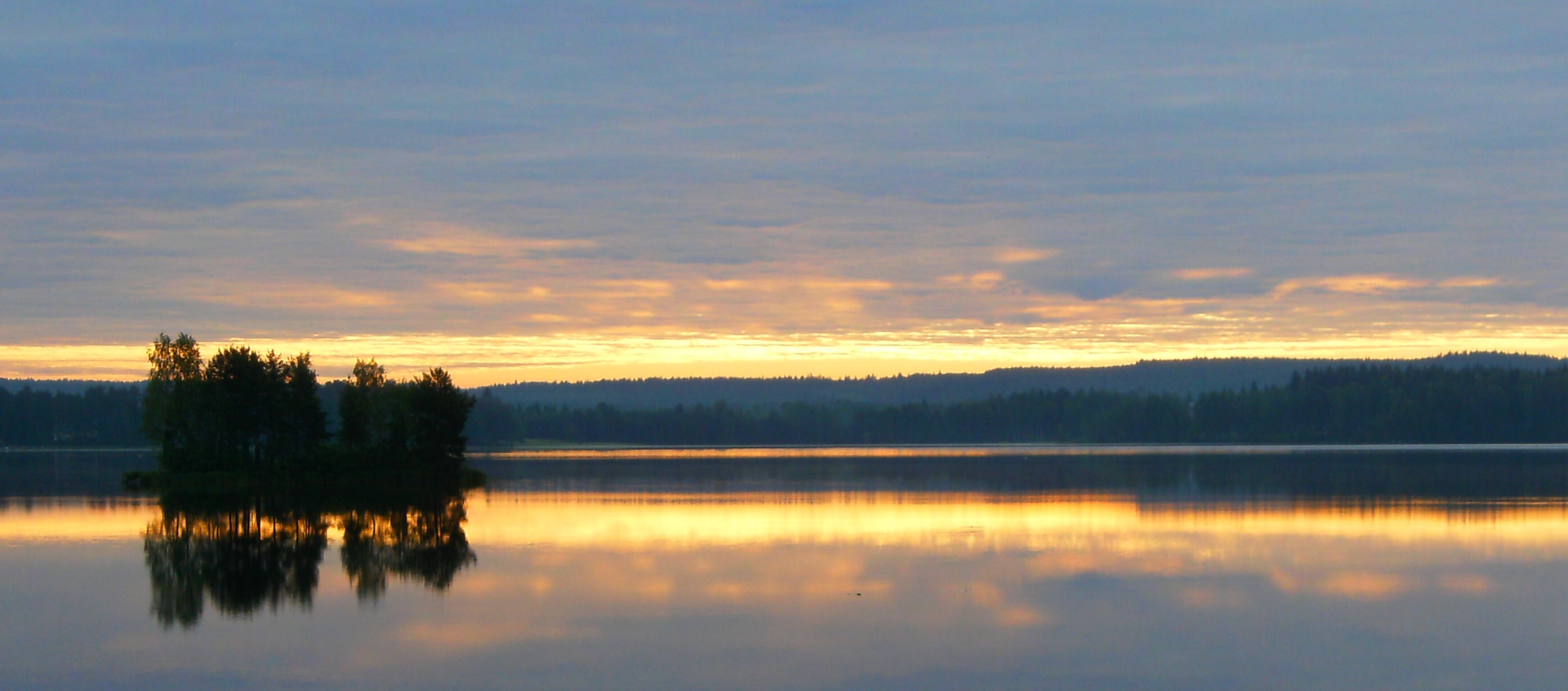
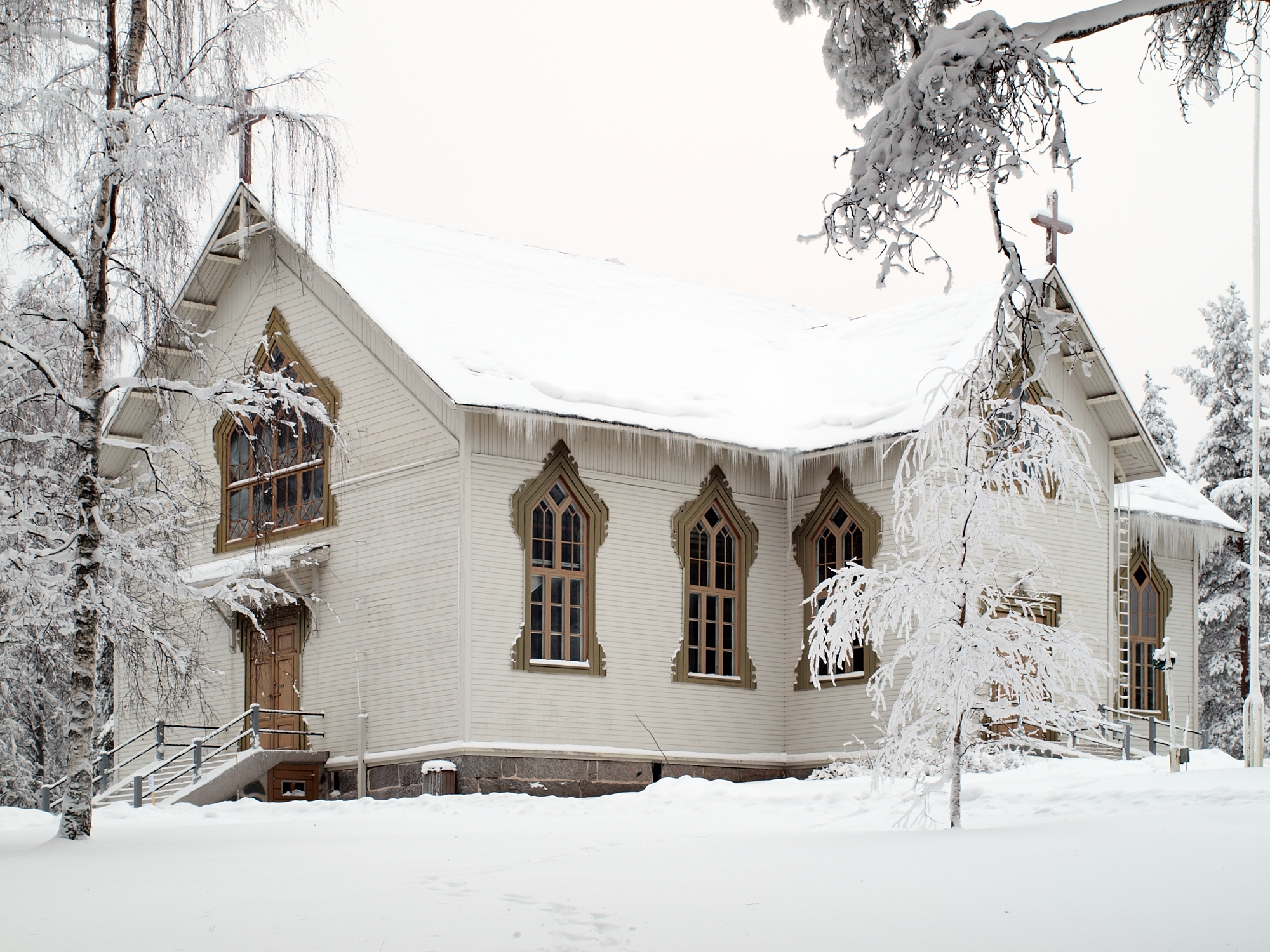
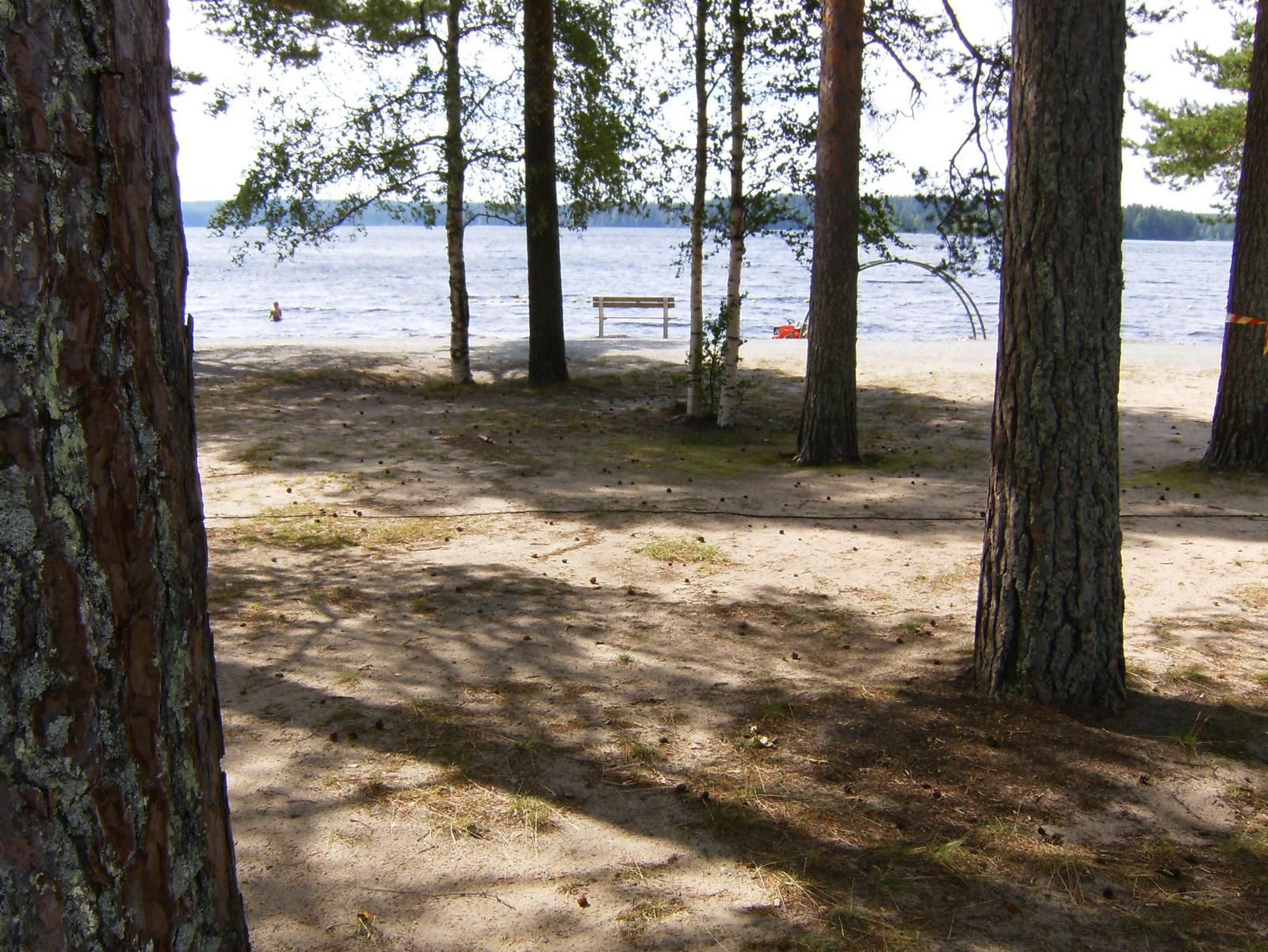
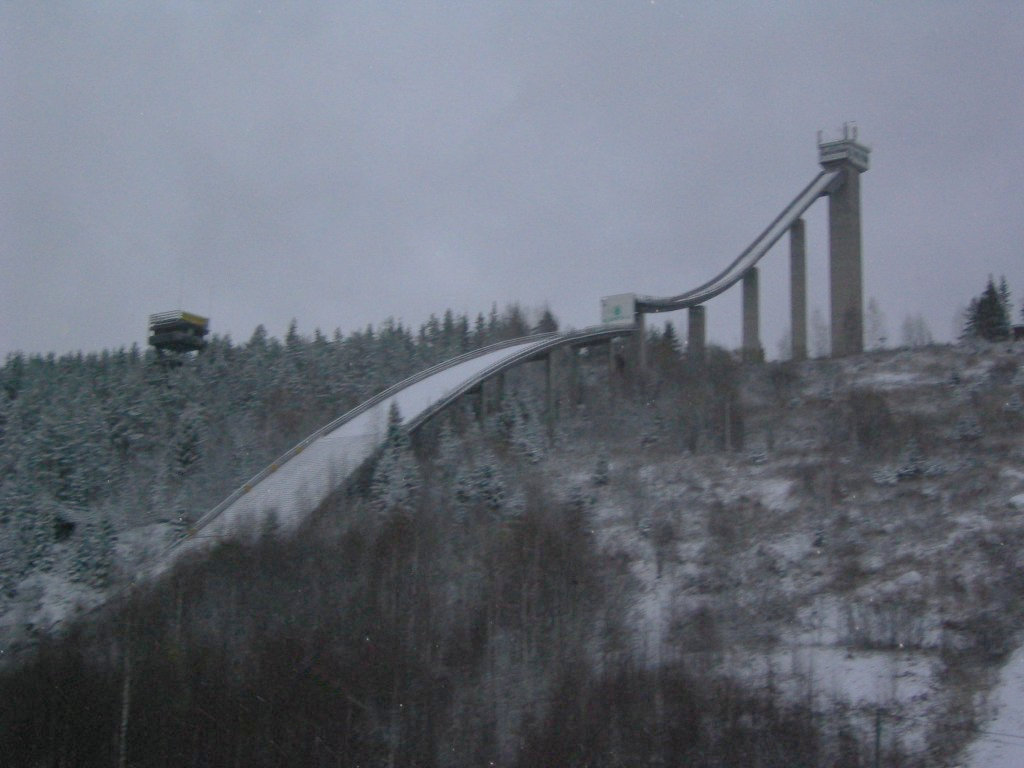
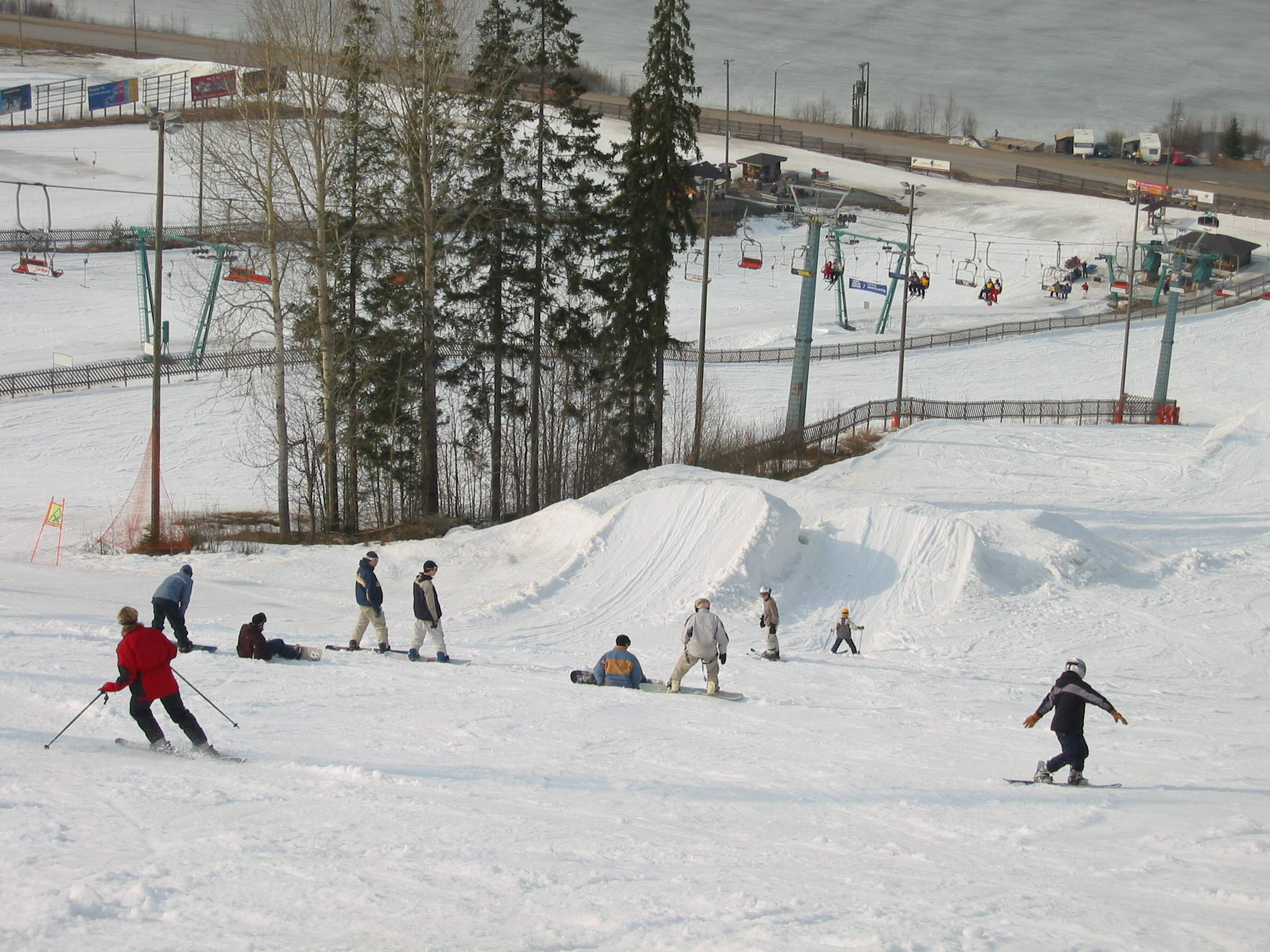
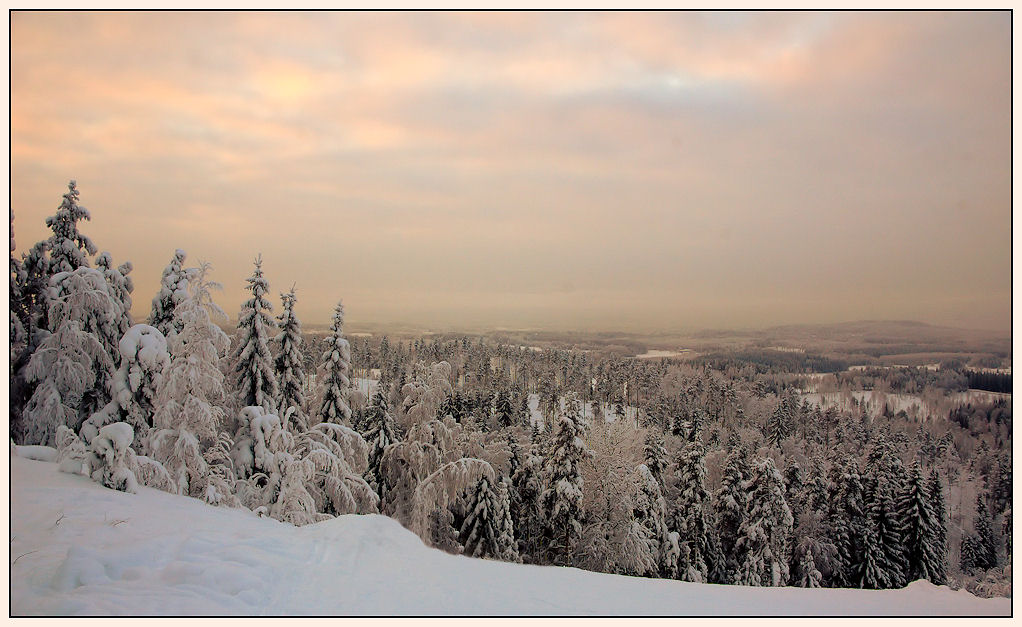
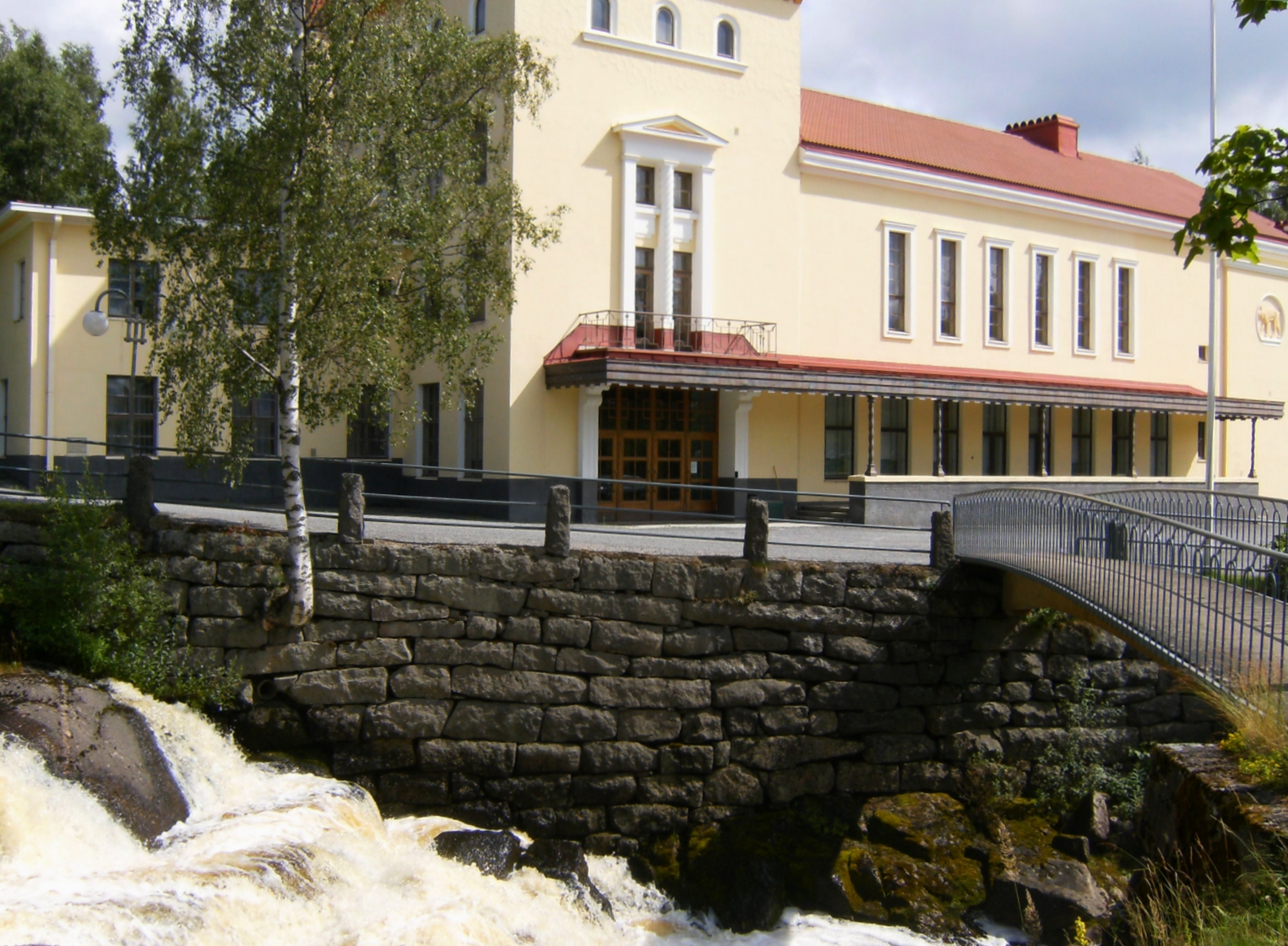
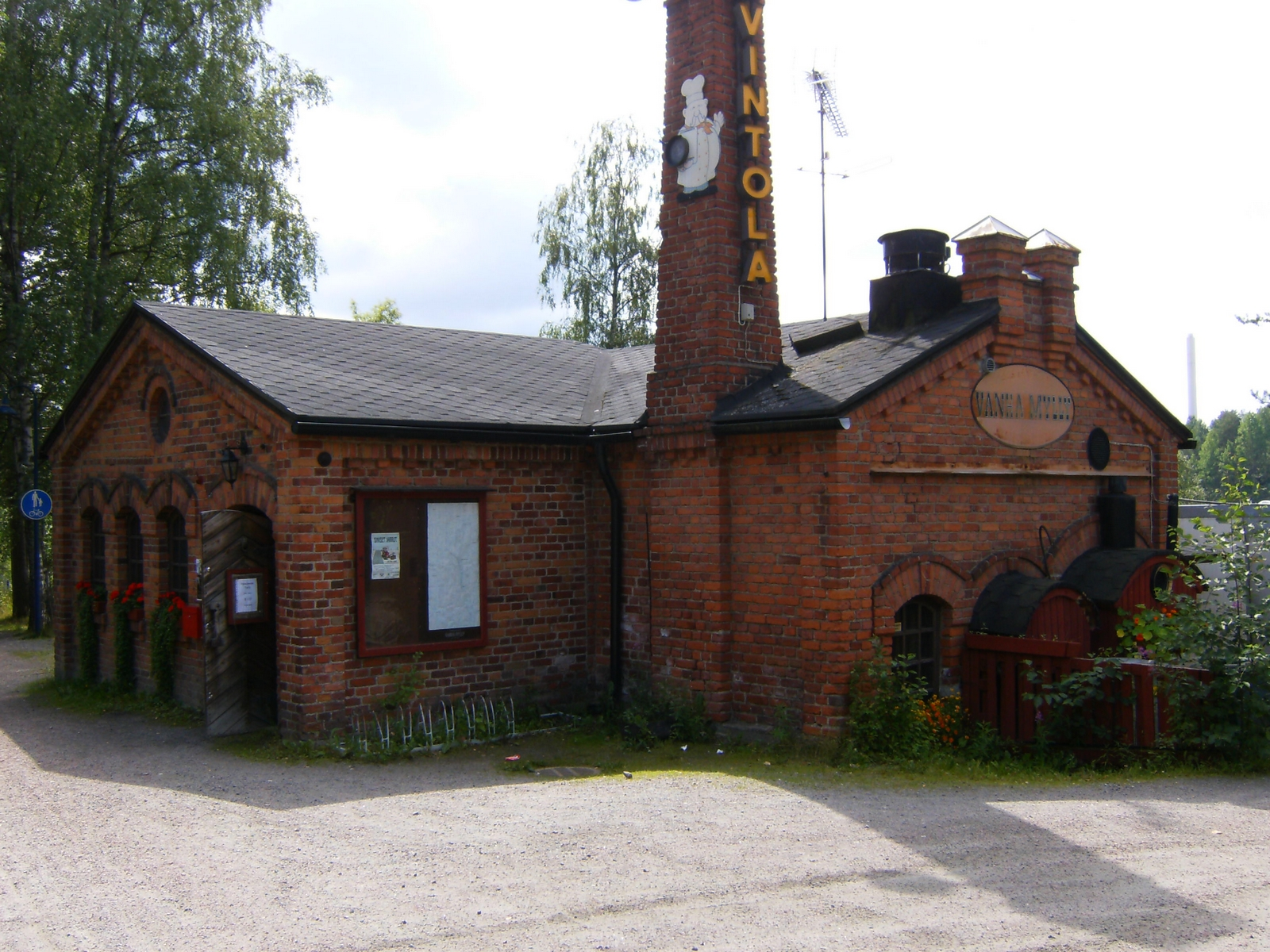
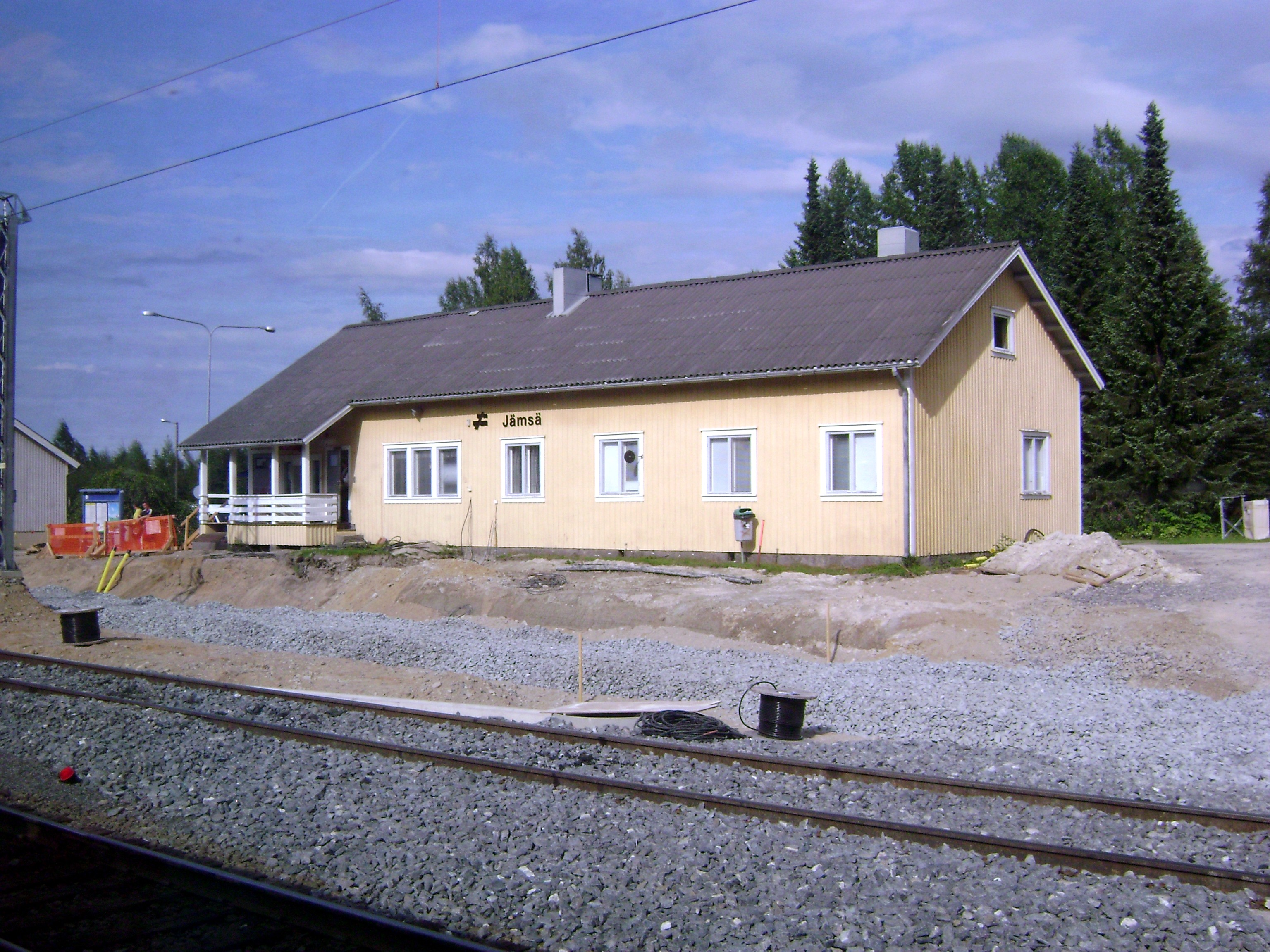
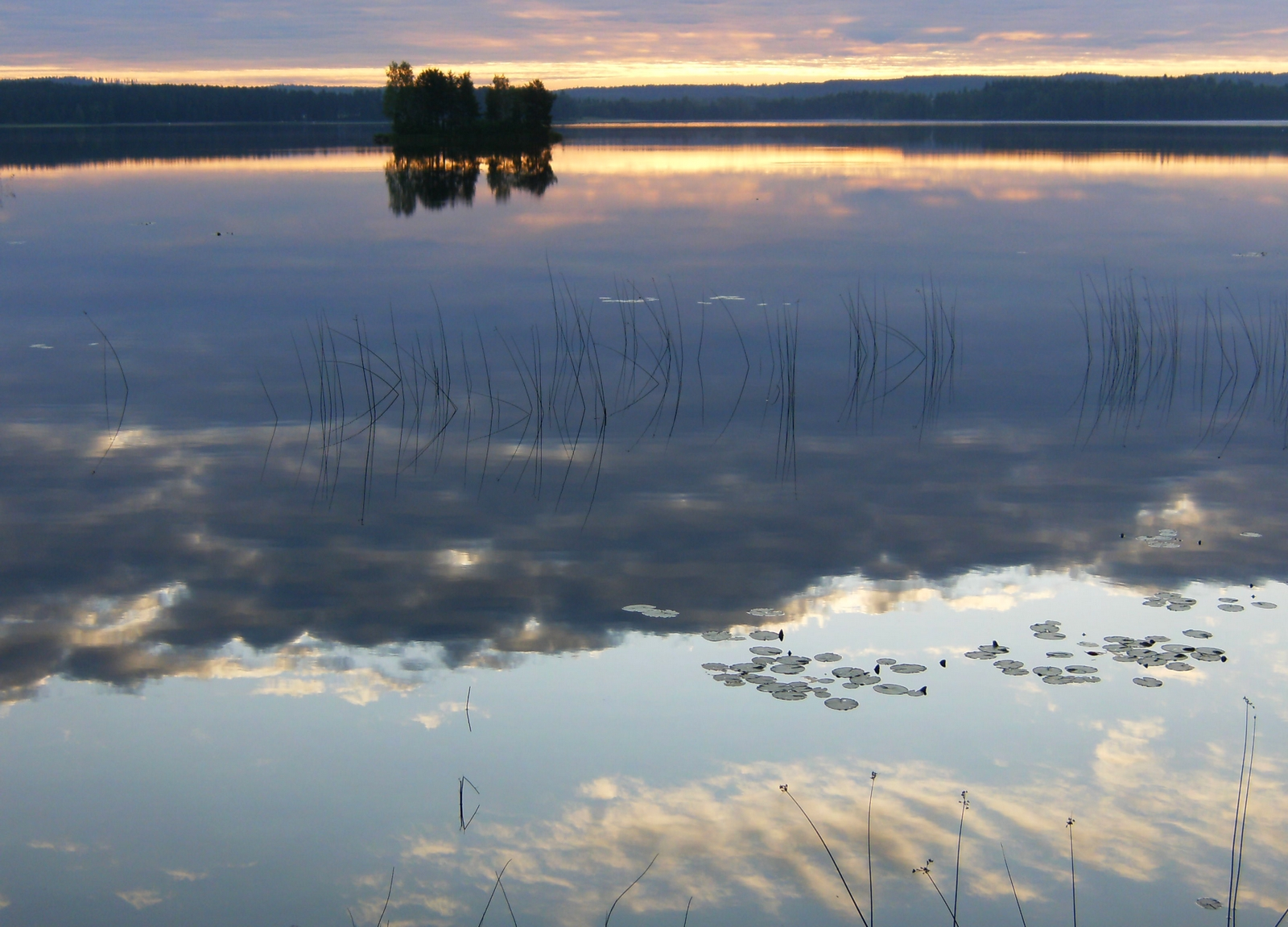
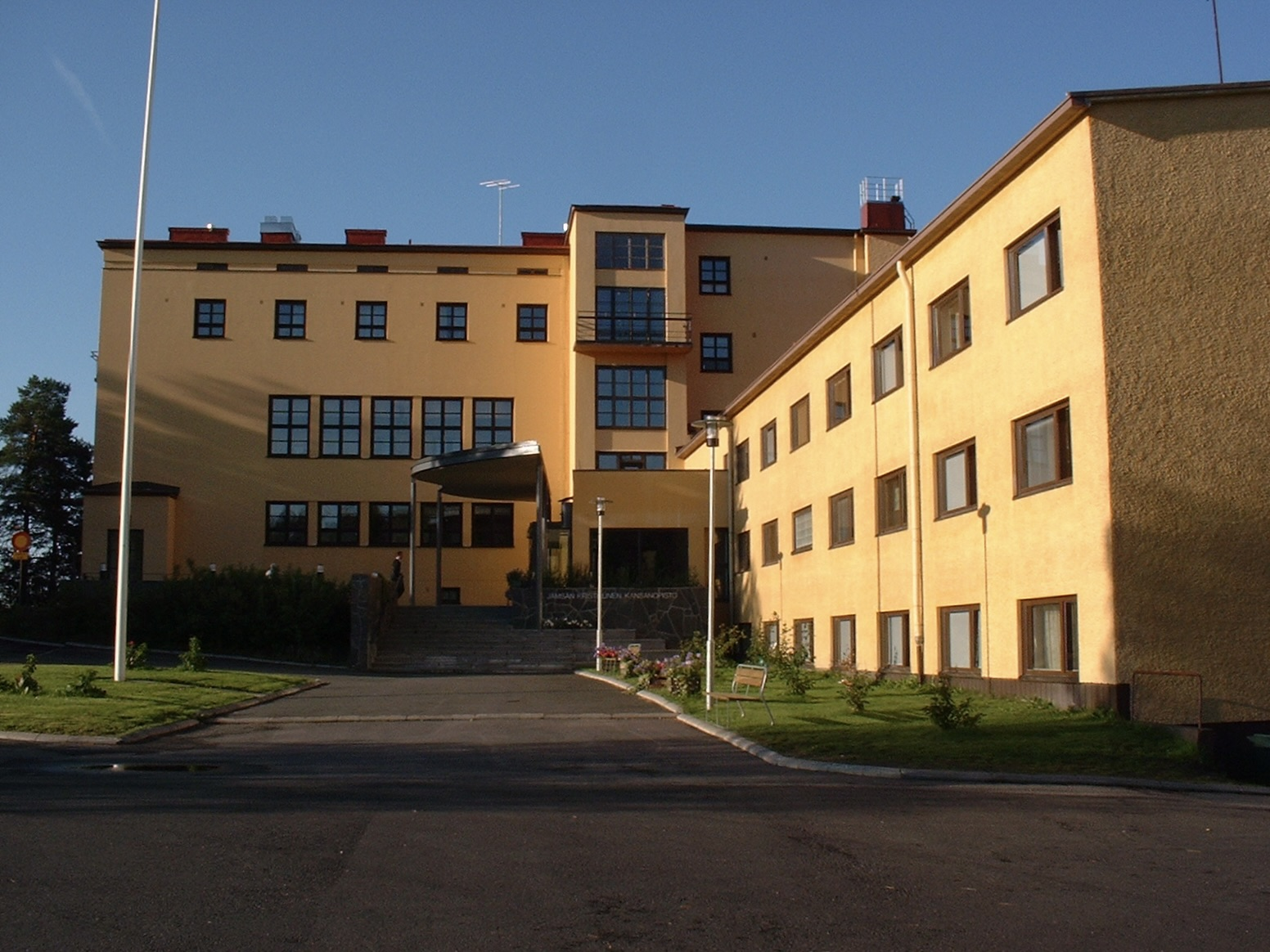
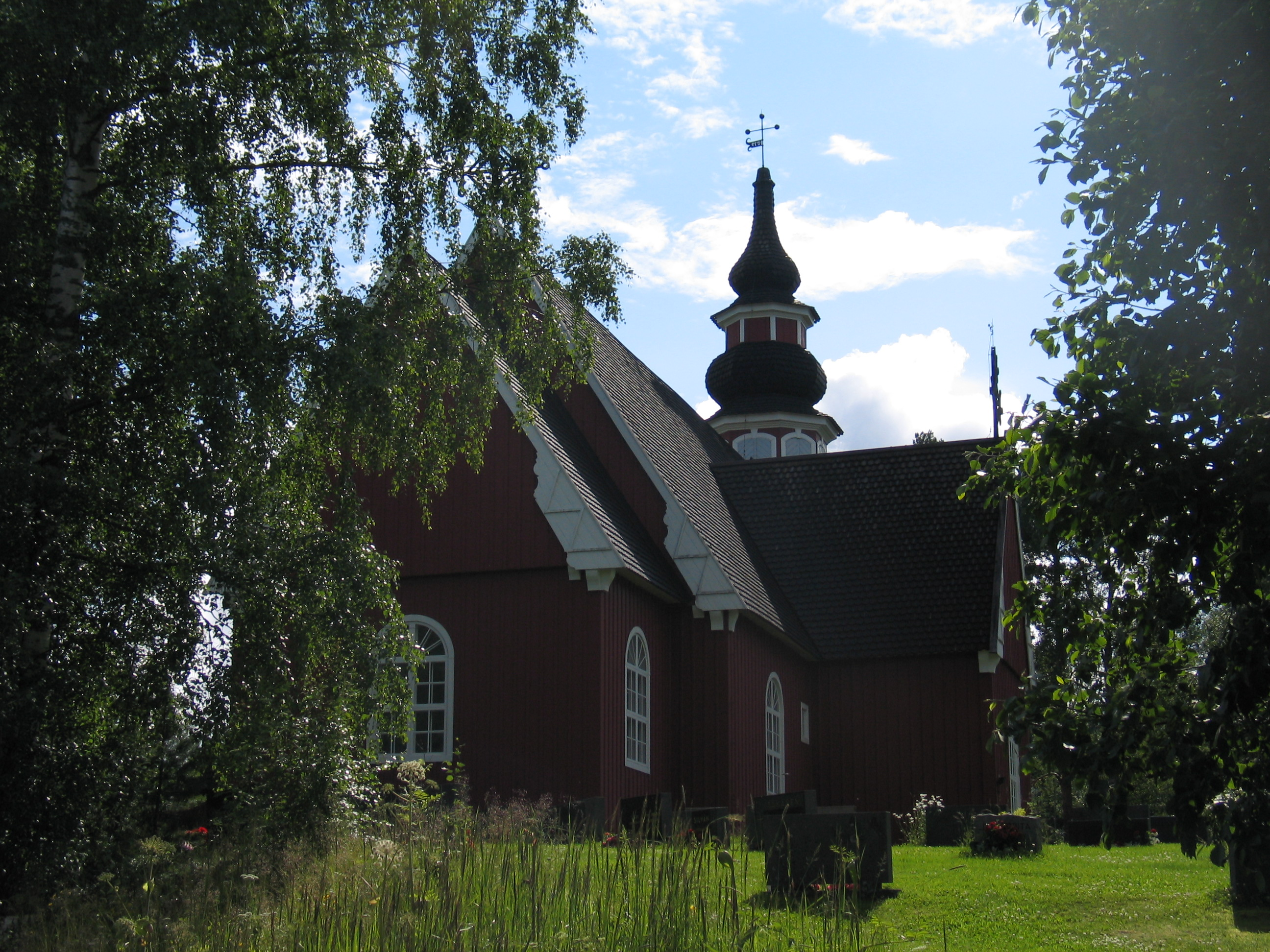